# Gélose pour conservation
Pour les articles homonymes, voir Conservation.
 (novembre 2022).
Si vous disposez d'ouvrages ou d'articles de référence ou si vous connaissez des sites web de qualité traitant du thème abordé ici, merci de compléter l'article en donnant les références utiles à sa vérifiabilité et en les liant à la section « Notes et références ».

## Usage
conservation de souches de bactéries de culture facile.

## Composition
- peptone	10,0 g
- extrait de viande	5,0 g
- chlorure de sodium	5,0 g
- Agar	10,0 g
- pH = 7,3

## Préparation
Prêt à l'emploi en petits tubes fins.